# Río Pienaars
El río Pienaars es un río en Sudáfrica. Es un afluente del río Cocodrilo. Una pequeña sección de este río se conoce como el río Moretele (es decir, una sección de aproximadamente 20 km entre Haakdoornbult y la presa de Klipvoor). Entre los afluentes del río Pienaars se encuentra el Moreletaspruit (grafías alternativas: Morelettaspruit, Moreleta Spruit). Hay que tener en cuenta que el mencionado tramo del río Moretele está a 60 km del Moreletaspruit y que no hay que confundirlos.

## Curso
Se origina al este de Pretoria, ciudad de Tshwane, provincia de Gauteng, y fluye hacia el norte hasta la presa Roodeplaat (al norte de Mamelodi), desde donde continúa hacia el norte hasta pasar por debajo de la N1 y gira hacia el oeste. Al norte de Makapanstad, el río Apies (o más bien una pequeña sección del río Tshwane) se une a él desde el sur, así como el río Plat desde el este. El Pienaars continúa fluyendo hacia el oeste hasta la presa de Klipvoor. Alrededor de 25 km más abajo se une a la margen derecha del río Cocodrilo.

## Represas en el río Pienaars
- Presa de Waterlake Farm
- Presa de Roodeplaat
- Presa de Klipvoor